# Owl City
Owl City est un groupe (one man band) de synthpop américain, originaire d'Owatonna, dans le Minnesota. Il est formé par Adam Young en 2007.

## Biographie

### Formation et débuts (2007–2010)
Adam Young commence la musique en 2007,, dans le sous-sol de la maison de ses parents à Owatonna, une petite ville du Minnesota. Il compose sa musique, notamment sous le logiciel Reason, pendant ses longues nuits d'insomnie et les met en ligne sur son profil MySpace,.
Le chanteur enregistre un premier EP, intitulé Of June, en 2007, puis son premier album, Maybe I'm Dreaming au cours de l'année 2008. Ces deux œuvres sont auto produites, avant que le chanteur ne signe avec le label Universal Republic. Toujours en 2007, Of June se hisse à la 8e place du Billboard Top Electronic Albums chart, tandis que Maybe I'm Dreaming atteint la 16e position l'année suivante.
Les influences de Young sont le disco et la musique électronique européenne. D'ailleurs, le nom Owl City est inspiré d'un projet musical du même type (musique électronique), Panda Bear qui créa une chanson intitulée Owl City. Après deux albums indépendants, Owl City gagne en popularité en 2009 avec l'album Ocean Eyes, dont le single Fireflies se hisse en première place au Royaume-Uni pendant trois semaines ainsi qu'aux États-Unis, en Australie, au Canada et dans plusieurs autres pays européens[réf. nécessaire]. L'album est no 8 du Billboard et le single Fireflies no 7[réf. nécessaire]. Le titre Sunburn est lui présent dans la bande son de la série 90210 Beverly Hills : Nouvelle Génération.
Le 26 juillet 2010 sort le premier album, d'une de ses anciennes formations Sky Sailing. Celui-ci intitulé An Airplane Carried Me to Bed, est distribué par Universal Republic. Toujours en juillet 2010, Chicane sort un album, baptisé Giants, comprenant 2 mix différents d'une chanson intitulée Middledistancerunner avec Adam Young, l'un étant le mix original, le second étant un rework. Pratiquement en même temps sort, sur la plate-forme de téléchargement légal iTunes, un EP de cette chanson, comprenant plusieurs remixes. Sa tournée finie, Adam retourne en studio pour débuter l'enregistrement du troisième opus de Owl City, All Things Bright and Beautiful, dont la sortie est prévue pour le printemps 2011.
Young compose la chanson To the Sky pour le film d'animation Le Royaume de Ga'hoole, qui est sorti le 27 octobre 2010[source insuffisante]. Le 25 octobre 2010, il publie la chanson chrétienne In Christ Alone sur son blog. Le 13 novembre 2010, il enregistre un album pour l'un de ses anciens projets musicaux Windsor Airlift appelé Flight.

### All Things Bright and BeautifuletThe Midsummer Station(2011–2012)

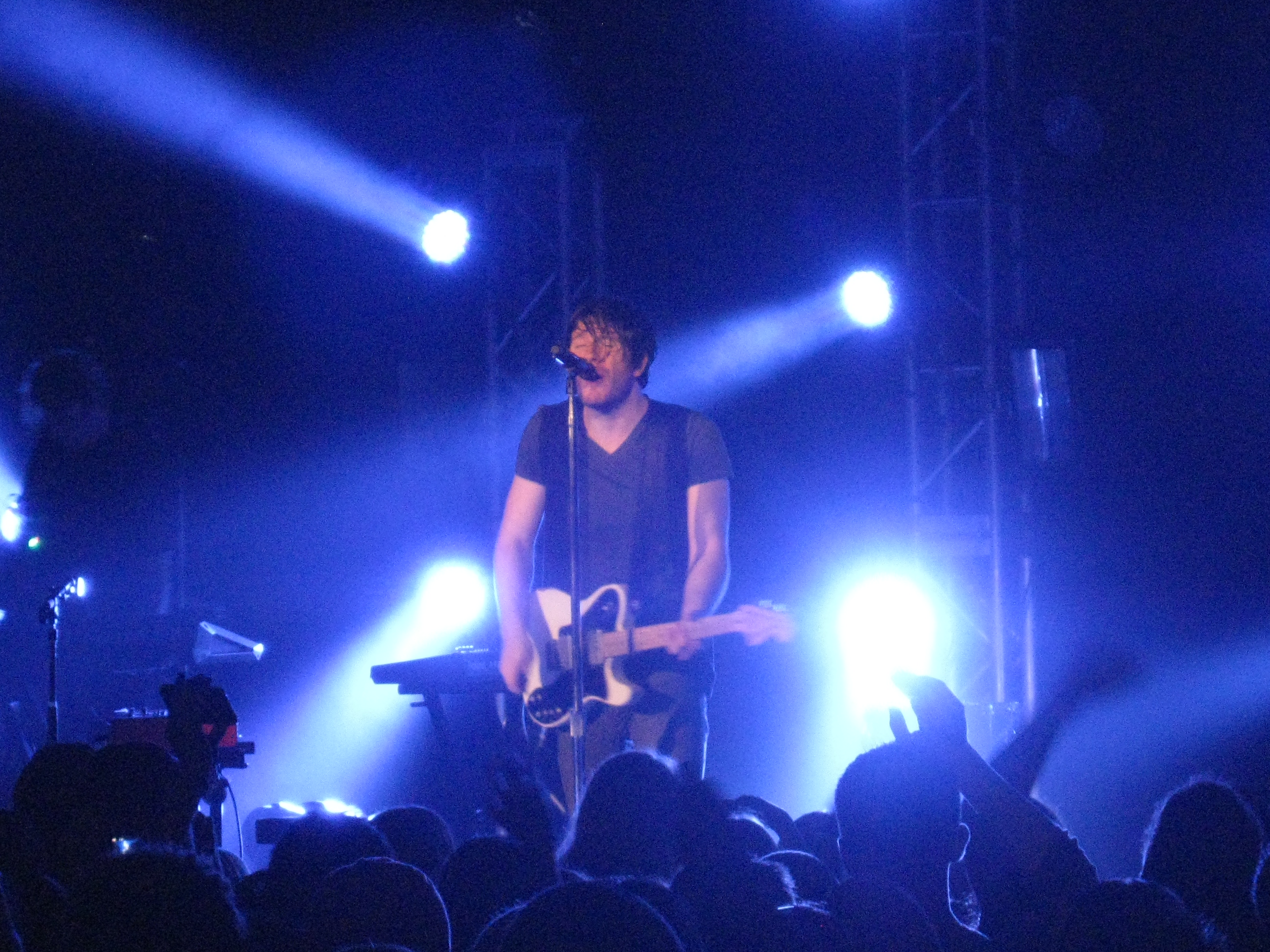
Owl City jouant au 9:30 Club à Washington, D.C., en novembre 2011.

Le 14 février 2011, il enregistre une reprise de la chanson Enchanted de Taylor Swift, en réponse à l'originale qu'elle avait composée à la suite de leur rencontre. Puis son album All Things Bright and Beautiful est sorti le 14 juin 2011. Le 30 juin 2011, le clip de Deer in the Headlights est publié sur YouTube dans lequel la chanteuse Lights fait son apparition. Adam fait un petit clin d’œil à son précédent clip Alligator Sky où on le voit en habit d'astronaute, et au film Retour vers le futur. Le 19 juillet 2011, sa chanson Lonely Lullaby est sortie sur iTunes. Jusqu'à cette date, la chanson n'était seulement disponible que pour les membres de son application Owl City Galaxy. Par la suite, Owl City collabore avec le groupe He Is We sur la chanson All About Us qui sort le 29 août sur le facebook du groupe et le 30 août 2011 sur iTunes.
Le 4 octobre 2011 sort la chanson de TobyMac The First Noël en duo avec Owl City. Le 28 novembre 2011, le clip de la chanson Youtopia d'Armin Van Buuren dans laquelle Adam prête sa voix, a été mise sur YouTube. Il y fait son apparition. Durant sa tournée en 2011, il enregistre une chanson, I Hope You Think of Me.  En novembre 2011, le DVD de sa tournée All Things Bright and Beautiful est sorti sur iTunes, et depuis le 7 février 2012 dans tous les points de ventes. Dans une interview : « En fait, un nouvel album sortira, qui n'a pas encore de nom, mais j'espère qu'il sortira en juillet. » La chanson Here's Hope mise en ligne le 4 mars 2012 est pour une œuvre de charité américaine Child Hunger Ends Here.
Le 17 avril 2012, il sort un single Dementia en duo avec Mark Hoppus du groupe Blink-182, dont le titre figurera sur son prochain et cinquième album intitulé The Midsummer Station. La sortie de celui-ci est prévue le 14 août 2012. Sur sa page Twitter, Adam annonce que le 15 mai 2012 sortira un EP intitulé Shooting Star comprenant quatre morceaux : Shooting Star, Dementia, Gold et Take It All Away. Le 24 mai 2012, il annonce un changement de la date de sortie de son nouvel album du nom de The Midsummer Station qui sortira finalement le 21 août.  Le 20 juin 2012, Adam met en écoute libre sur son compte Soundcloud, la chanson Good Time en collaboration avec Carly Rae Jepsen, qui sortira le 26 juin 2012. Le 21 juillet 2012, Adam met sur son site l'avant-première du clip et annonce que celui-ci sortira le 24 juillet avec Carly Rae Jepsen. Un concours de remix est également organisée pour le titre. Le 19 août 2012, il publie sur son blog 2 versions : Paper Tigers et Beautiful Mystery. Le 21 août 2012, son 4e album, The Midsummer Station est sorti sur iTunes. Le 22 septembre 2012, il publie sur son blog une chanson intitulée Texas . Le 27 septembre 2012, il publie San Francisco Tennis Club .
Le 1er octobre 2012, il en publie encore une autre, Boise. Le 6 octobre 2012, il publie sur son compte Twitter sa nouvelle chanson pour le nouveau film de Disney Les Mondes de Ralph. Sa chanson s'intitule When Can I See You Again ,. Le 26 octobre, les clips de Shooting Star et de When Can I See You Again sont publiés sur YouTube. Il publie sur son blog trois autres morceaux ; Ridiculously Happy, Feeder et Hey Anna (extrait d'environ 30 secondes). Le 5 décembre, il met sur son blog Tropical Islands en version plus longue, il dit que c'est une nouvelle musique trance. Sur la chaîne YouTube de PopStop TV, Adam Young dit qu'il fera un 5e album plus trance et electro .

### Sortie de l'EP:Ultraviolet(2013–2014)
Le 12 février 2013, le site The Hollywood Reporter rapporte la participation d'Adam Young travaillé avec Alan Silvestri à la dernière séquence de Les Croods, quatrième film des studios DreamWWorks. Le 4 mars 2013, la chanson Shine Your Way en duo avec Yuna est utilisée pour le film d'animation Les Croods. Le 25 avril, Young annonce sur son blog que le clip vidéo de Metropolis, issu de l'album The Midsummer Station, sort prochainement. Le 23 juillet 2013, sort Live It Up, chanson écrite pour Les Schtroumpfs 2. Le 30 juillet 2013, sort The Midsummer Station en version acoustique, sous le titre The Midsummer Station Acoustic EP. Il comprend Good Time, Gold, Shooting Star et 2 nouvelles chansons chantées, lors de sa tournée pour All Things Bright and Beautiful et pour The Midsummer Station, Hey Anna et I Hope You Think of Me. Le 22 octobre 2013, Il est, une deuxième fois, en collaboration avec TobyMac et sort la chanson Light of Christmas, pour un film d'animation américain VeggieTales.
Le 8 avril 2014 sort un nouveau morceau intitulé Beautiful Times, en collaboration avec la célèbre violoniste Lindsey Stirling. Ce titre est en libre téléchargement sur le site officiel. En avril 2014, il organise une séance de questions réponses avec ses fans où il annonce la sortie d'un album prochain pendant l'été 2014. Le 27 juin 2014, sort un nouvel EP intitulé Ultraviolet avec les titres Beautiful Times et Wolf Bite. La nouvelle est publiée sur le site de Republic Records, dans la biographie de l'artiste bien avant le lancement des « missions » données aux fans pour qu'ils débloquent les indices permettant de savoir quel serait ce nouvel EP. Depuis, il semblerait que cela ait été retiré de sa biographie du site Republic Records. Par contre, ceci est marqué sur sa nouvelle version du site du chanteur, dans sa biographie. Le 11 juin 2014, la liste des titres qui figureront sur ce nouvel EP est dévoilée sur son site: Beautiful Times, Up All Night, This Isn't The End et Wolf Bite, ainsi qu'un extrait de Wolf Bite. Il semblerait qu'Adam Young ait écrit 13 chansons pour un film d'animation américain, encore en cours de développement, intitulé Me and My Shadow qui devrait sortir en 2015.
Le 7 octobre 2014, sortent deux nouvelles chansons : une intitulée You're Not Alone avec Britt Nicole et une autre intitulée Tokyo avec le groupe japonais Sekai no Owari. Le 13 décembre 2014, sa newsletter officielle comprend un nouveau titre Kiss Me Babe, It's Christmas Time téléchargeable gratuitement.

### Mobile Orchestra(2015–2016)
Le 13 février 2015, il annonce sur l'un de ses sites qu'il travaille sur des retouches pour son 5e album qui sortira au printemps 2015 comprenant 2 chansons déjà connues You're Not Alone et Tokyo, mais sans dévoiler le nom de cet album : « Owl City fignole son dernier album. à la fin de l'année dernière, il a publié deux morceaux qui seront inclus dan l'album, You're Not Alone et Tokyo. » Le 11 mai 2015, il annonce sur son compte Facebook la sortie d'un nouveau single Verge en featuring avec Aloe Blacc le 14 mai 2015, puis, son nouvel album Mobile Orchestra qui sort le 10 juillet 2015.
Durant l'année 2016, en tant qu'Adam Young (et non Owl City), il enregistre plusieurs bandes sons selon des évènements historiques audibles sur son site web.

### Cinematic(2016-2018)
Le 30 novembre 2016, il annonce sur son compte Facebook qu'il avait enregistré une chanson pour les vacances de Noël, intitulée Humbug. Le 6 février 2017, il annonce sur son compte Facebook qu'il était de retour en studio. Il annonce la sortie de l'album Cinematic pour 2018. Selon lui, cet album abordera des thèmes qui lui sont plus personnels. Pour la fête des pères 2017, il sort un single, "Not All Heroes wear capes", qui fera partie de l'album. Le clip a été tourné chez ses parents. Le single "All my friends" sort Le 16 novembre 2017. Le 12 janvier 2018, un morceau de l'album, Lucid Dream, est publié. En attendant la sortie de l'album, l'artiste sort trois EP, des minis disques composés chacun de trois titres.
Le 1er juin 2018, son album "Cinematic" sort officiellement.

### Le retour (depuis 2022)
Le 13 mai 2022 il sort un remix de la chanson All Star interprétée par SmashMouth.
Le 30 juin 2022, il annonce sur son compte Facebook qu'il est de retour.
Le DJ Néerlandais Armin Van Buuren sort un nouveau titre le 12 août 2022, intitulé Forever & Always en collaboration avec Owl City et Gareth Emery.
Le 18 novembre 2022, Adam Young a été invité par l'éditeur de jeux vidéos Neural Cloud à enregistrer une chanson nommée Up To The Cloud.
Le 6 janvier 2023 est sorti un premier titre de son prochain album du nom de Kelly Time. 
Le 9 février 2023, il annonce sur twitter la sortie de son nouvel album nommé "Coco Moon" composé de 11 musiques pour le 24 mars 2023

## Membres

### Membres actuels
- Adam Young - claviers, guitare, chant

### Membres de tournée
- Breanne Düren – claviers, chœurs
- Jasper Nephew – guitare
- Rob Morgan – basse, production[35]
- Gabriel Hagan – batterie

### Anciens membres de tournée
- Casey Brown – batterie
- Matt Decker – batterie
- Steve Goold – batterie
- Daniel Jorgensen – guitare, vibraphone, basse
- Laura Musten – violon
- Hannah Schroeder – violoncelle
- Austin Tofte – claviers, chant

## Discographie
- 2008 : Maybe I'm Dreaming
- 2009 : Ocean Eyes
- 2011 : All Things Bright and Beautiful
- 2012 : The Midsummer Station
- 2015 : Mobile Orchestra
- 2018 : Cinematic
- 2023 : Coco Moon